# Attentat du 28 novembre 2016 à l'université d'État de l'Ohio
L'attentat du 28 novembre 2016 à l'université d'État de l'Ohio est une attaque terroriste islamiste commise à la voiture-bélier et au couteau contre l'université d'État de l'Ohio, à Columbus ayant fait onze blessés dont un grave.

## Contexte
Cet attentat survient près d'un mois après l'attaque d'un centre commercial du Minnesota et de l'attentat de New York le 17 septembre 2016.

## Victimes
Onze personnes sont blessées (dont une est dans un état grave) par l'assaillant, lui-même abattu par la police.

## Revendication
Le 29 novembre 2016, l'attaque est revendiquée par l'État islamique via son agence de presse Amaq en qualifiant l'auteur de l'attaque Abdul Razak Ali Artan de « soldat » dans un communiqué de presse,.